# Промышленность Химачал-Прадеш
Химачал-Прадеш относится к тем районам Индии, где затруднено развитие индустрии. Главный недостаток — небольшое количество путей сообщений и транспорта в гористом штате. Также к проблемам относится малое количество минеральных ресурсов, отсутствие инфраструктуры и средств связи, нехватка капитала и отсутствие квалифицированного персонала. Единственный плюс — обилие электричества.
В целях индустриализации, правительство снизило цены на электроэнергию, субсидирование не 25 %, облегчение кредитования через национальные и государственные банки. Также, земля под предприятия сдаётся в аренду за символическую плату на 99 лет, также предприятия освобождаются от налогов на покупку и продажу. Также предоставлена концессия на перевозку сырья на ближайшей железной дороге. Эти меры помогли правительству в стимулировании промышленности.
Парвана, Баротивала, Бадди, Паонта Сахиб, Мехатпур, Шамши, Нагроту Багван, Биласпур, Реконг Пео и Сансар Пур Тера — стали индустриальными районами штата. Климат Химачал-Прадеш препятствуют образованию пыли, что хорошо для электронной индустрии, многие электронные комплексы созданы в Солане, Манди, Хамирпуре, Шоги, Рага-Ка-Багхе, Чамбе, Амби, Таливала и Кейлонг.
Экология стала очень важна для Химачал-Прадеш за последние несколько лет, поэтому любой индустриальный проект должен пройти экспертизу природоохранной организации.